# Fanny Cottençonová
Fanny Cottençonová (* 11. května 1957 Port-Gentil) je francouzská herečka a producentka narozená v současném Gabonu. V roce 1983 obdržela Césara pro nejlepší herečku ve vedlejší roli za výkon ve filmu Hvězda severu. Známá je rolí záletné manželky Florence Arnaudové v situační komedii Nalevo od výtahu (1988).
Narodila se v roce 1957 během pracovního pobytu otce ve Francouzské rovníkové Africe, který tam působil jako geolog. Od šesti let žila ve Francii. Herectví studovala na konzervatoři a poté v Centre d'Art Dramatique de la rue Blanche.

## Filmografie
- 2008 – Ideální zeť (televizní film)
- 2008 – Tu peux garder un secret?
- 2007 – Kruhy v obilí (televizní seriál)
- 2007 – Rozhovory s mým zahradníkem
- 2007 – Úsměv Melody
- 2006 – Pomoc, děti se vracejí! (televizní film)
- 2005 – Babička na plný úvazek (televizní film)
- 2004 – Mariage mixte
- 2004 – Moments de vérité (televizní film)
- 2004 – Nos vies rêvées (televizní film)
- 2003 – Poil de carotte (televizní film)
- 2002 – Single Again
- 2002 – Vivante
- 2001 – La Fille de son père
- 2001 – Change moi ma vie
- 2001 – Mortel transfert
- 2001 – Salut la vie (televizní film)
- 2000 – La Canne de mon père (televizní film)
- 1999 – Nos vies heureuses
- 1998 – Ça reste entre nous
- 1997 – En danger de vie (televizní film)
- 1997 – La Femme du pêcheur (televizní film)
- 1997 – L'Homme idéal
- 1997 – La Voisine (televizní film)
- 1996 – Pandora
- 1995 – Anne Le Guen (televizní seriál)
- 1995 – Muži a ženy mohou být spolu šťastni… (televizní film)
- 1994 – Tempêtes (TV film)
- 1992 – Fou de foot (televizní film)
- 1992 – Séparément vôtre (televizní film)
- 1991 – Les Clés du paradis
- 1989 – La Folle journée ou Le mariage de Figaro
- 1989 – Nick chasseur de têtes (televizní seriál)
- 1988 – Gros coeurs
- 1988 – Nalevo od výtahu, dabing: Jaroslava Brousková
- 1988 – Les Saisons du plaisir
- 1988 – Un coeur de marbre (televizní film)
- 1987 – Le Journal d'un fou
- 1987 – Poussière d'ange
- 1987 – Tant qu'il y aura des femmes
- 1986 – Golden Eighties
- 1985 – Monsieur de Pourceaugnac
- 1985 – Podivná policie, dabing: Vlasta Žehrová
- 1985 – Sortüz egy fekete bivalyért
- 1984 – Les Fausses confidences
- 1984 – Femmes de personne
- 1984 – Pažbou do zubů
- 1983 – L'Ami de Vincent
- 1983 – Tout le monde peut se tromper
- 1982 – Hvězda severu
- 1982 – Paradis pour tous
- 1982 – Tête à claques
- 1981 – Les Fourberies de Scapin
- 1981 – Le Roi des cons
- 1981 – Signé Furax
- 1978 – Les Eygletière (televizní seriál)
- 1978 – Historie rytíře des Grieux a Manon Lescaut (televizní seriál)
- 1978 – Louis XI ou La naissance d'un roi (televizní film)
- 1977 – L'Eau sale (televizní film)
- 1977 – Histoire de la grandeur et de la décadence de César Birotteau (televizní seriál)
- 1977 – La Nuit de Saint-Germain-des-Prés